# Árva
Pour les articles homonymes, voir Arva.
Le Árva (slovaque : Oravská župa, latin : comitatus Arvensis, hongrois : Árva vármegye, allemand : Komitat Arwa, polonais : Żupa orawska) est un ancien comitat de la Grande Hongrie, au sein de l'Autriche-Hongrie, formant aujourd'hui la région historique transfrontalière d'Orava en Slovaquie et en Pologne.

## Histoire
Le comitat d'Árva faisait partie au XIVe siècle du comitat royal forestier de Zólyom (Zólyomi erdőispánság (hu)). Il devient un comitat du royaume de Hongrie au XVe siècle et le reste jusqu'en 1918 lorsque la république démocratique de Hongrie se disloque et que la première république tchécoslovaque est proclamée : le traité de Trianon de 1920 officialise le partage du territoire entre les républiques tchécoslovaque (85 % de la superficie de 1910) et la polonaise (15 % de la superficie). Aujourd'hui le territoire est dans le sud de la Pologne (voïvodie de Petite-Pologne) et dans le nord de la Slovaquie (région de Žilina).

## Géographie
En 1910, le comitat d'Árva avait une superficie de 2 018 km2 pour 78 745 habitants ce qui correspond à 61 hab./km2. Le chef-lieu en était le château d'Árva (en slovaque Oravský hrad), puis à partir de la fin du XVIIe siècle Alsókubin (Dolný Kubín).
Le comitat tire son nom de la rivière Orava.

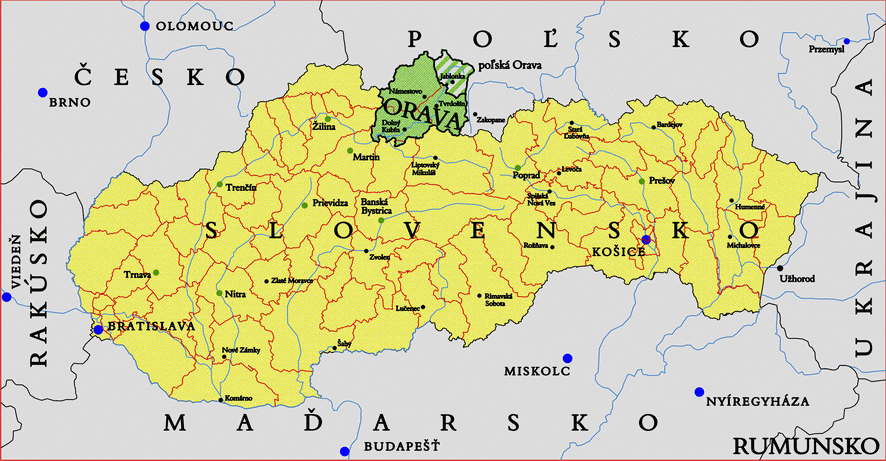
Localisation en Slovaquie